# Collina del leone

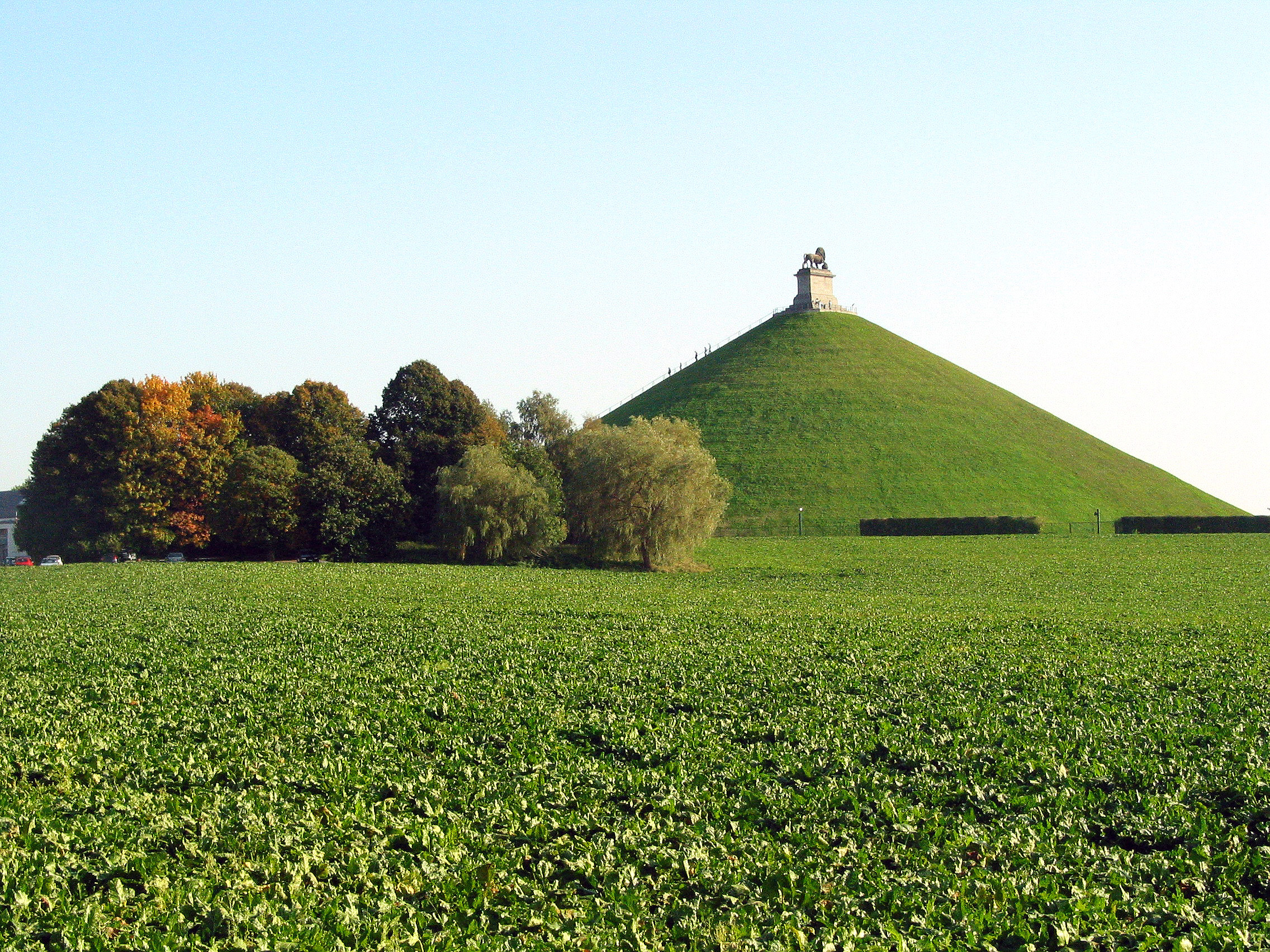
L'immenso butte du lion (collina del leone) posta sul campo di battaglia di Waterloo

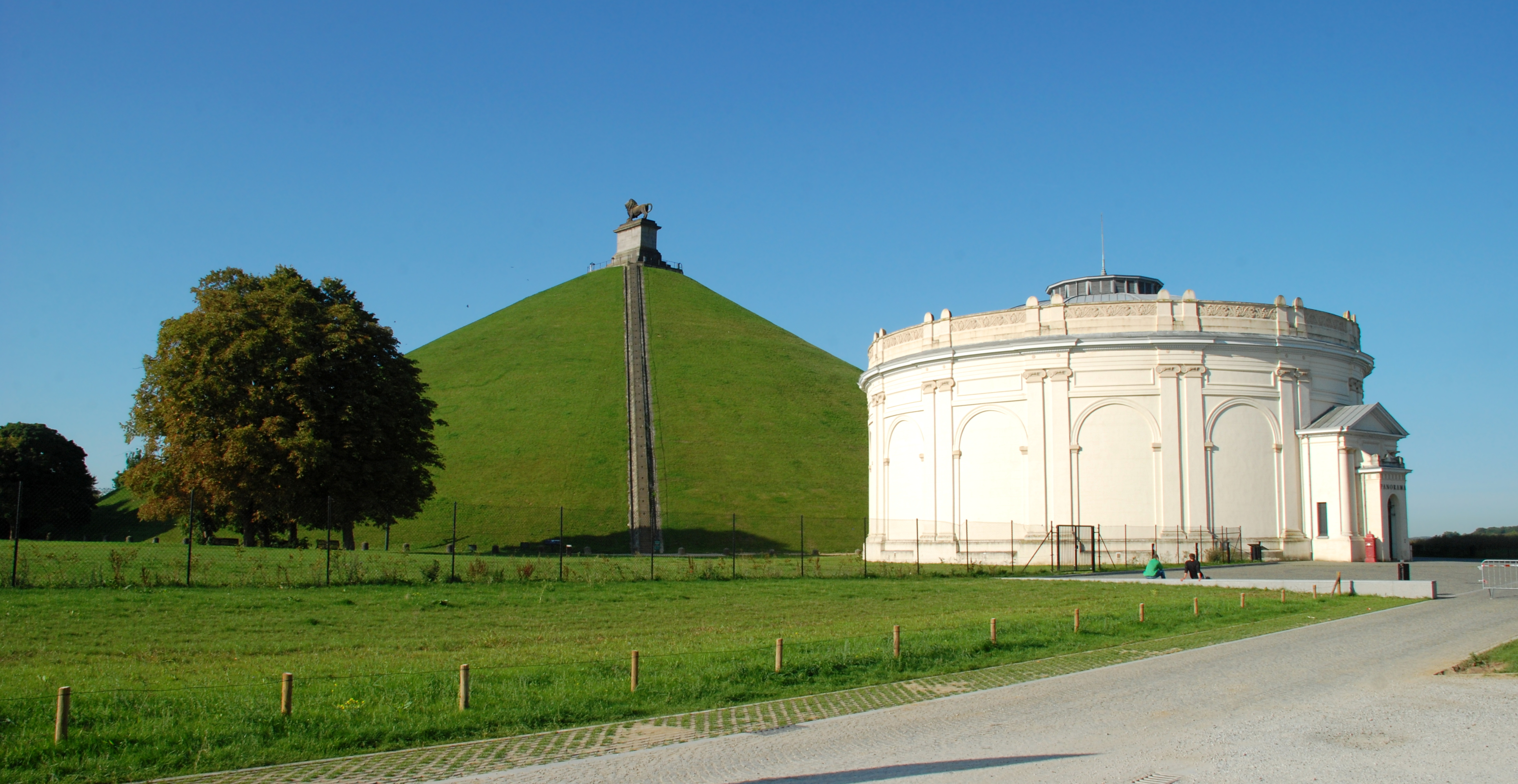
La collina del leone e la rotonda del Panorama della battaglia di Waterloo.

La collina del leone (in francese: butte du lion; in olandese: leeuw van Waterloo) è un'imponente collina artificiale eretta sul campo di battaglia di Waterloo per commemorare il luogo in cui il principe Guglielmo d'Orange fu disarcionato da cavallo a causa di un colpo di moschetto alla spalla durante la battaglia. La costruzione di questo monumento fu ordinata nel 1820 dal padre di Guglielmo II, re Guglielmo I dei Paesi Bassi, e fu completata nel 1826. Il principe combatté la parte iniziale della battaglia di Quatre-Bras (16 giugno 1815) e la battaglia di Waterloo (18 giugno 1815).

## Il progetto
Il monumento fu progettato dall'architetto reale Charles Van der Straeten su ordine di Guglielmo I. L'ispirazione fu data dall'ingegnere Jean-Baptiste Vifquain, il quale lo concepì come un simbolo della vittoria alleata, piuttosto che come ricordo di un singolo individuo. La forma ricorda volutamente i tumuli dei Belgi, che Giulio Cesare considerava la più coraggiosa delle tribù galliche.

## La collina

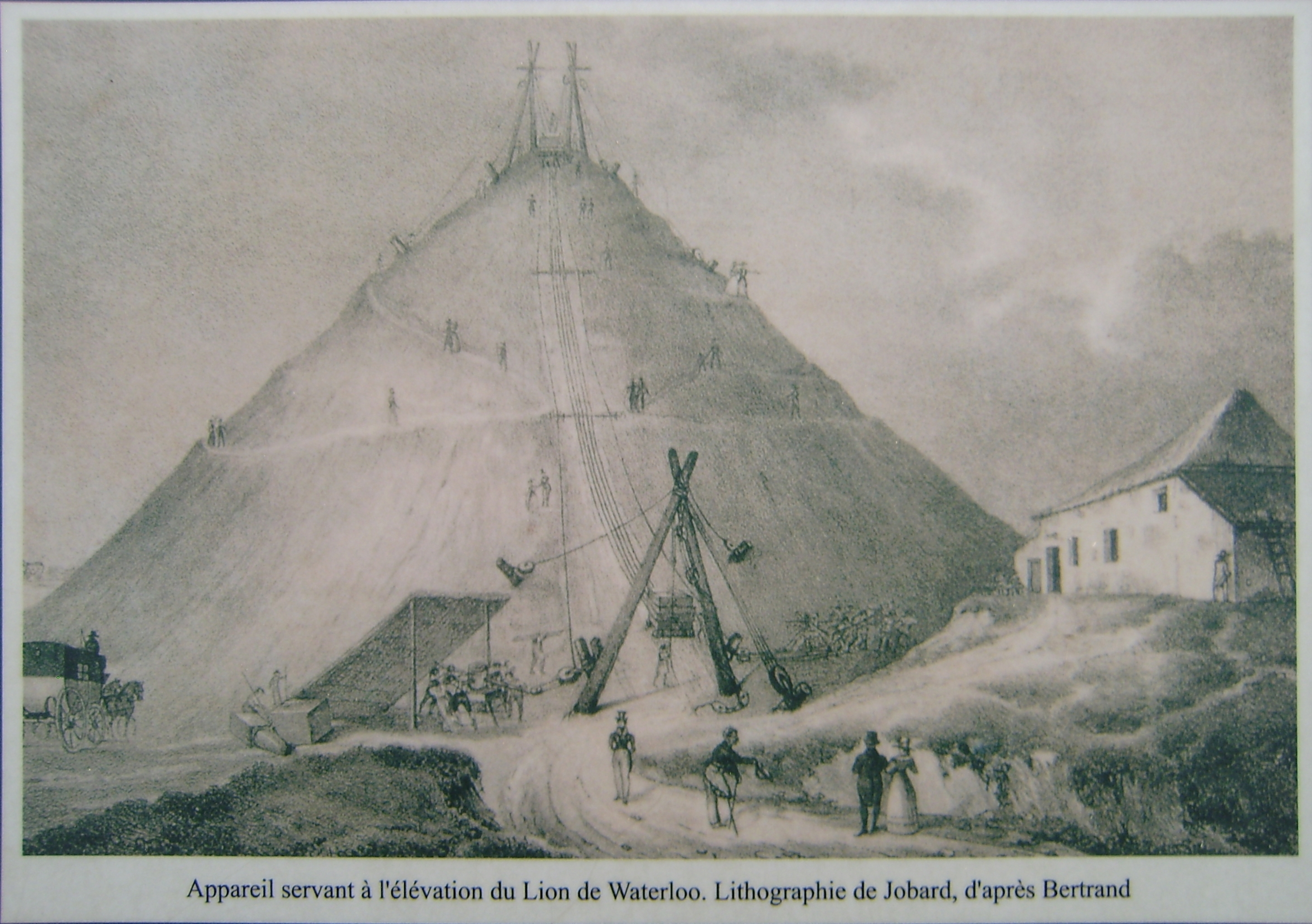
Costruzione della collina del leone a Waterloo, 1825. Incisione di Jobard su disegno di Bertrand

Fu costruita un'imponente collina utilizzando la terra presa da altri punti del campo di battaglia, compreso il terreno posto tra la fattoria La Haye Sainte e la trincea del duca di Wellington.
La collina è alta 43 metri ed ha una circonferenza di 520 metri, per un volume totale di 390 000 m3, nonostante di solito si citi come cifra 300 000 m3. La differenza può essere dovuta al volume di una collina preesistente, il Mont-St. Jean.
Victor Hugo la cita nel suo romanzo I miserabili quando visitando il sito due anni dopo la costruzione il duca di Wellington avrebbe detto: "Hanno modificato il mio campo di battaglia!" Ad ogni modo, il poggio offre una vista splendida sul campo di battaglia, ed è una ricercata attrazione turistica del cosiddetto le Hameau du Lion (il borgo del leone), dove si trovano musei e taverne. La salita dei 226 gradini della collina costa 7 € (al 2014), e permette di giungere alla statua in cima.

## La statua

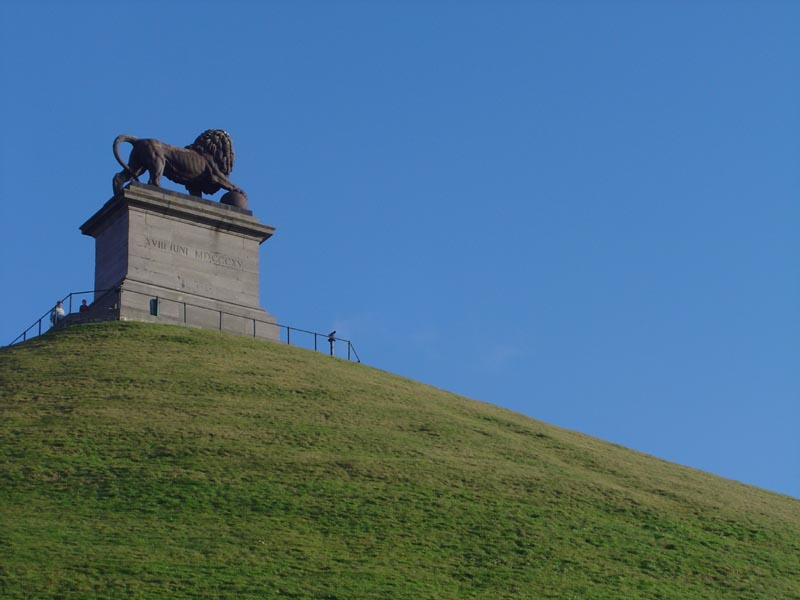
Monumento del leone, eretto dal re dei Paesi Bassi nel luogo in cui si crede che il figlio, il principe d'Orange, fu ferito

La collina è sovrastata dalla statua di un leone posta su un piedistallo in pietra. Il leone fu scolpito da Jean-François Van Geel (1756–1830) ed assomiglia molto ai leoni dei Medici del XVI secolo nonché al Leone di San Marco della Repubblica Serenissima occupata da Napoleone nel 1797. Il leone è l'animale araldico raffigurato nello stemma personale dei monarchi dei Paesi Bassi, e simboleggia il coraggio. La zampa anteriore destra poggia su una sfera, che rappresenta la vittoria globale. La statua pesa 28 tonnellate ed ha un'altezza di 4,45 metri per una lunghezza di 4,5 metri. Fu forgiata nella fonderia di William Cockerill a Liegi. Fu trasportata con una chiatta da Liegi a Bruxelles, e da lì trainata con i cavalli fino a Mont-St. Jean a Waterloo.
Secondo una leggenda il leone sarebbe stato forgiato utilizzando l'ottone recuperato dai cannoni abbandonati dai francesi dopo la battaglia. In realtà la statua è fatta di ferro ed è divisa in nove parti, assemblate in loco.

## Curiosità
Nel 2015 il Belgio provò a cambiare il disegno dei 2 euro belgi con uno raffigurante la Collina e gli schieramenti delle truppe, ma la Francia si oppose e il progetto fu annullato. Tuttavia una moneta speciale da collezione da 2,50 € è stata emessa lo stesso, vi è raffigurata la Collina e tra l'erba di quest'ultima si vedono gli schieramenti della battaglia.